# GBU-15
GBU-15 (ang. Guided Bomb Unit – bomba kierowana) – zaliczana do broni precyzyjnego rażenia amerykańska szybująca bomba lotnicza używana do precyzyjnego niszczenia celów. Zaprojektowana do przenoszenia przez samoloty F-15E Strike Eagle, General Dynamics F-111 i F-4 Phantom II, ale obecnie przenoszona tylko przez F-15E.
Bomba składa się z modułów dołączanych do głowicy bojowej, którą stanowi bomba burząca ogólnego przeznaczenia Mark 84 lub przeciwbetonowa BLU-109. Moduły dołączane do głowic bojowych to przednia sekcja z głowicą naprowadzającą, łącznik modułu naprowadzającego i głowicy bojowej z powierzchniami sterowymi, moduł sterowania z autopilotem i systemami nawigacyjnymi, satelitarnym GPS i inercyjnym INS, tylna sekcja z powierzchniami nośnymi w kształcie litery X wyposażonymi w stery umożliwiające manewrowanie, oraz moduł transmisji danych data link.
Przednia sekcja naprowadzająca zawiera głowicę telewizyjną przeznaczoną do atakowania celów w dzień lub termiczną, pracującą w podczerwieni do ataków w nocy lub podczas złych warunków pogodowych. Data link umieszczony w sekcji ogonowej bomby umożliwia wprowadzenie koordynatów celu i zdalne korygowanie toru jej lotu przez operatora uzbrojenia znajdującego się w samolocie.
Bomba GBU-15 może być używana do atakowania celów w trybie bezpośrednim lub pośrednim. Atak bezpośredni polega na namierzeniu celu przez pilota, przesłaniu jego koordynatów do systemów sterowania bomby, a następnie zrzuceniu jej. Bomba naprowadza się na wybrany cel automatycznie, a samolot z którego została zrzucona może w tym czasie opuścić obszar ataku. Ten tryb ataku dostępny jest tylko w zmodernizowanej wersji bomby zwanej EGBU-15 oraz zmodernizowanej wersji AGM-130. Atak pośredni polega na zrzuceniu bomby i aktywnym kierowaniu jej lotem za pomocą data linku przez operatora uzbrojenia znajdującego się w samolocie. Po namierzeniu celu, bomba może kontynuować lot w jego kierunku automatycznie lub być kierowana przez cały czas do momentu uderzenia w cel. Ten rodzaj naprowadzania jest dostępny zarówno w GBU-15, EGBU-15 jak i AGM-130 (wszystkie wersje).
Prace projektowe nad bombą GBU-15 rozpoczęto w 1974 roku. Początkowo planowano skonstruowanie szybujących pocisków rakietowych AGM-112A i AGM-112B z głowicami telewizyjnymi i pracującymi w podczerwieni, ale ponieważ otrzymano w konsekwencji broń szybującą bez napędu, zmieniono jej oznaczenie na GBU-15. Była to wersja rozwojowa naprowadzanych bomb używanych podczas wojny w Wietnamie.
Pierwsze testy GBU-15 rozpoczęto w 1975 roku, a ostateczną wersję głowicy telewizyjnej opracowano w listopadzie 1983 roku, a w lutym 1985 zakończono testy z głowicą działającą w podczerwieni.
W ramach programu integracji systemów uzbrojenia zbudowano bombę GBU-15 z napędem oznaczoną jako AGM-130.
W pod koniec lat dziewięćdziesiątych zmodernizowano bombę GBU-15. Główne różnice między GBU-15 oraz zmodernizowaną wersją EGBU-15 to dodanie systemu INS/GPS umożliwiającego automatyczne kierowanie na cel (po wprowadzeniu współrzędnych celu) oraz stabilizowana terminalna faza lotu (uczyniło to manualne kierowanie bomby łatwiejszym).

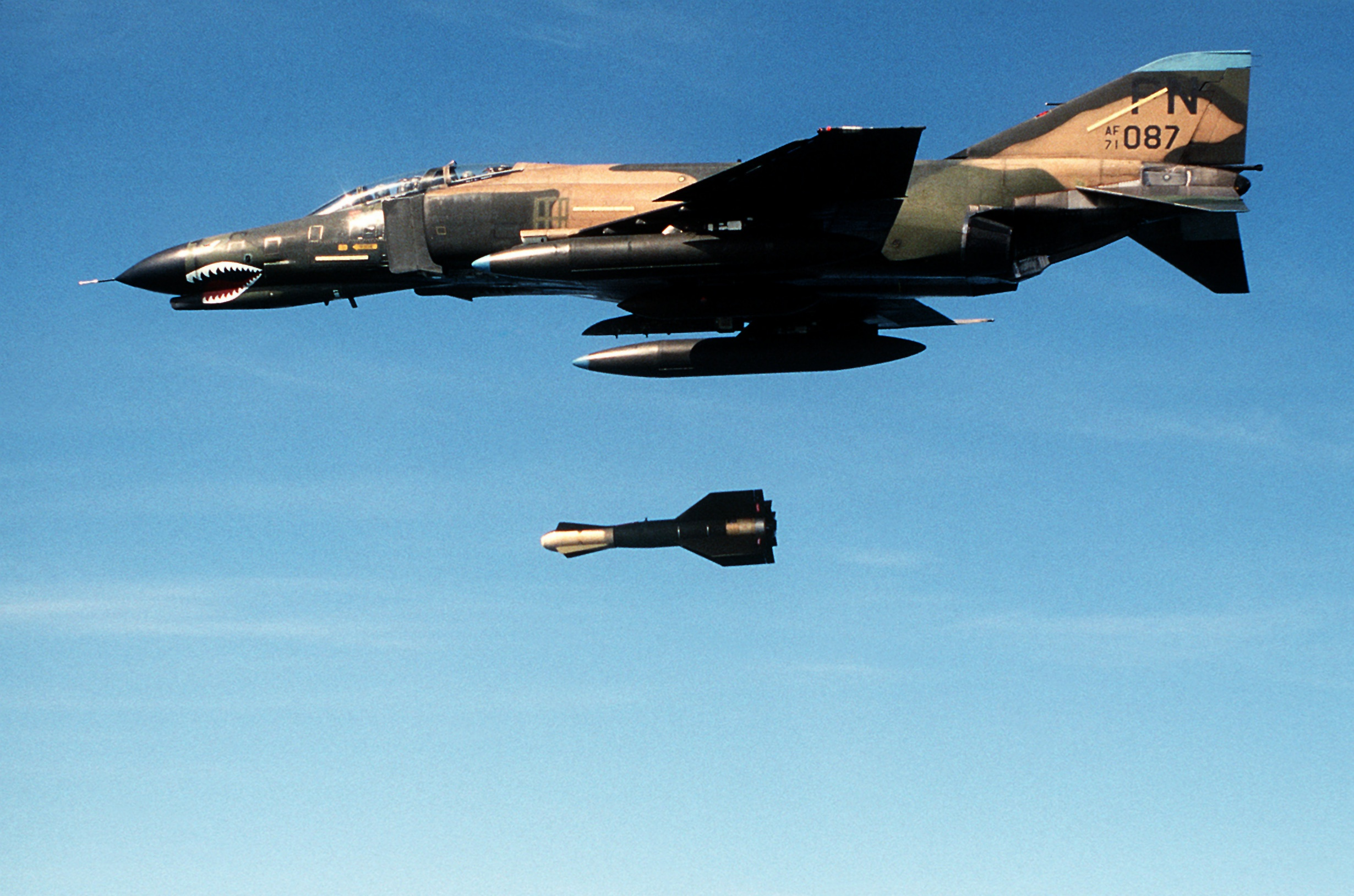
F-4E Phantom II zrzucający GBU-15 w 1985